# 守望者 (小说)
《守望者》（英語：Go Set a Watchman）是2015年在美国出版的一本小说，由作家哈珀·李撰写。故事讲述的是小说《梅岡城故事》故事发生后20年的事情。
《守望者》写于1950年代，虽然故事是《梅岡城故事》的续集，但却是在《梅岡城故事》之前创作完成的。
小说讲述了发生在一个虚构的小镇阿拉巴马州梅科姆镇发生的故事，《梅岡城故事》中小女孩主人公思葛·芬鵸（Scout Finch）回家乡看望父亲亞惕（Atticus）。